# 小行星20618
小行星20618（20618 Daniebutler）是一颗绕太阳运转的小行星，为主小行星带小行星。该小行星由位于索科罗的林肯实验室近地小行星研究小组（Lincoln Laboratory Near-Earth Asteroid Research Team）于1999年9月29日发现。这颗小行星的发现者是丹妮尔·巴特勒（Danielle Butler），并以她的名字命名。

## 轨道参数
小行星20618的轨道半长轴为2.4590169 UA，离心率为0.152。